# Elaphromyia yunnanensis
Elaphromyia yunnanensis är en tvåvingeart som beskrevs av Wang 1990. Elaphromyia yunnanensis ingår i släktet Elaphromyia och familjen borrflugor. Inga underarter finns listade i Catalogue of Life.